# Solone, Mejova
Solone (în ucraineană Солоне) este un sat în comuna Bohdanivka din raionul Mejova, regiunea Dnipropetrovsk, Ucraina.

## Demografie
Componența lingvistică a localității Solone
     Ucraineană (80,95%)
     Rusă (1,9%)
Conform recensământului din 2001, majoritatea populației localității Solone era vorbitoare de ucraineană (80,95%), existând în minoritate și vorbitori de rusă (1,9%).